# Faravahar

Representació del faravahar.

El faravahar o farohar (es pot transcriure de diverses maneres) és un dels símbols més coneguts del zoroastrisme. Consisteix en un disc alat, un element que té una llarga tradició en l'art i la cultura de l'Orient Pròxim i Orient Mitjà. Històricament, aquest símbol està influït pel sol alat jeroglífic que apareix en els segells reials de l'edat de bronze (de l'idioma luvita Sol Suus, simbolitzant "poder real" en particular).
El terme descendeix del persa frawahr o Frohe, mitjançant dissimilació de frawash o frawaxsh de l'avèstic Fravashi, un esperit protector similar a un àngel de la guarda del cristianisme, i el nom va quedar associat inequívocament amb aquest símbol, segons les interpretacions actuals, no obstant això, es desconeix el concepte concret que representava en les ments dels que el van adaptar des dels relleus mesopotàmics i egipcis anteriors.
Com que el símbol apareix per primera vegada en inscripcions reials, es creu que pot representar la "divina glòria reial" (khvarenah), el Fravashi personal del rei o el dret diví del rei o mandat diví, que és el fonament de l'autoritat reial. A partir del regnat de Darios I el símbol incorporar una figura humana entre les ales, que es pensa que podria ser una representació del mateix Darios, com pot apreciar-se en la inscripció de Behistun.
En l'actual zoroastrisme, el faravahar s'interpreta com un recordatori del propòsit personal en la vida, que és viure de manera que l'ànima progressi cap alfrasho-kereti, o la unió amb Ahura Mazda. Encara que existeixen diverses interpretacions dels elements individuals del símbol, cap d'elles és anterior al segle xx.